# Pyrène (ville antique)
Pour les articles homonymes, voir Pyrène.
 (septembre 2013).
- Si vous ne connaissez pas le sujet, laissez ce bandeau (vous pouvez alors contacter les auteurs).
- Si vous supprimez le contenu mis en cause (vous pouvez préalablement contacter les auteurs),

argumentez précisément cette suppression dans la page de discussion
(un manque de référence n'est pas un argument ; une recherche réelle de référence doit avoir été effectuée, être formellement documentée).
Pyrène (en grec Πυρήνη, Pyrḗnē) est une cité antique localisée pour la première fois par Hérodote puis par divers auteurs gréco-latins. L'existence et la localisation de la cité légendaire restent pourtant incertaines.

## Étymologie
À l'instar de celle des montagnes Pyrénées, la racine du mot fut assez controversée au fil de théories qui ont jalonné les siècles et qui sont la plupart tombées en désuétude. Pour mémoire, cette racine aurait été : phénicienne (purami, branchu/ombragé), grecque (pyrénos, enflammé/blond) ou celte (bir, pointe/sommet) ou (pyr/poire). Toutes ces civilisations ont pu effectivement fréquenter le lieu du mythe.
Celle qui est la plus communément retenue reste l'origine d'un toponyme grec attesté par les seules sources écrites antiques qui nous sont parvenues et qui viendrait donc du grec ancien πυρ (pŷr, feu), d'où dérive πυρινος, πυρινα (pyrinos, pyrena signifiant ardent(e) ou enflammé(e)).
Elle peut être justifiée par les très fréquents couchers de soleil de couleur 'rouge flamme' lorsque le soleil se couche derrière le massif du Canigou (sommet à 2 787 m), dernier très haut sommet de la chaîne des Pyrénées à 40 km environ de la Méditerranée. En effet on peut être sûr que les nombreux marins des navires grecs (cités au IVe siècle) par Avienus) naviguant de l'antique port phocéen de Massilia (actuelle Marseille) à l'antique port grec d'Emporion (actuelle Ampurias) à partir du VIe siècle av. J.-C.) voyaient ces couchers de soleil . Certains de ces marins peuvent être à l'origine du nom de la montagne Pyrena, citée ainsi par le géographe grec Strabon. 

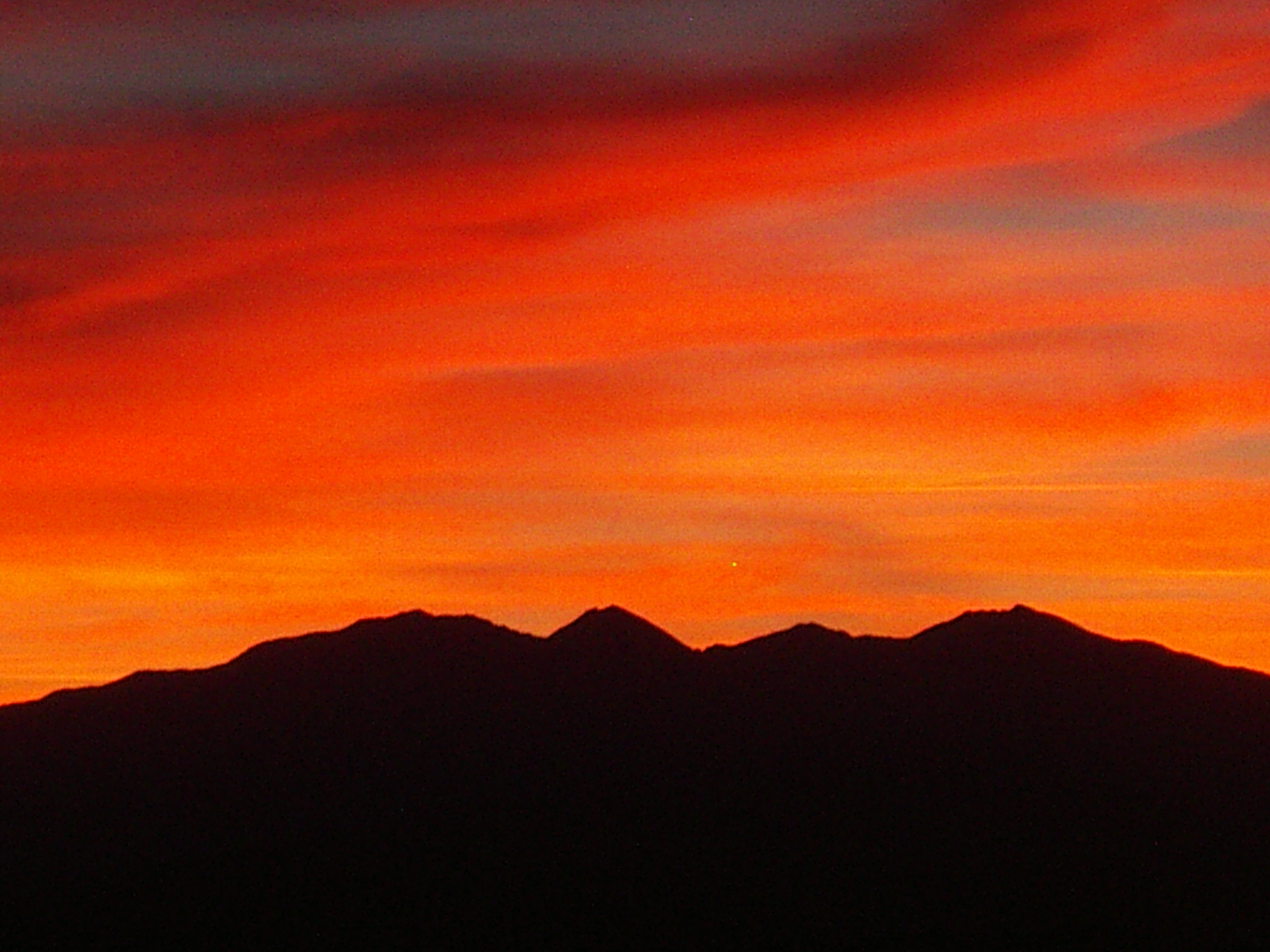
Coucher de soleil sur le Pic du Canigou extrémité des Pyrénées

Un début de preuve peut être donné par rapprochement avec le nom du massif du Pirin (actuel Vihren en Bulgare ; altitude 2 914 m) à l'Ouest de la ville nommée Philippopolis par le roi Philippe II de Macédoine, actuelle Plovdiv (2e ville de Bulgarie). De la plaine autour de cette capitale antique, on voit souvent le soleil se coucher derrière le massif du Pirin, situé à environ 100 km.
Si les marins étaient de grands romantiques il est plus probable que la pratique de l'écobuage sur les versants des Pyrénées à l'époque cultivés et exploités sur la plupart des versants a dû fournir une vision de montagne en feu. Il convient aussi de connaître les incendies spectaculaires de la forêt pyrénéenne, attisés par les vents violents des Pyrénées-Orientales, pour imaginer des marins impressionnés par une montagne en fumée ou en feu.
Si la ville de Pyrène a existé, il est ainsi probable qu'elle tirerait son nom de la montagne Pyrena dont elle marquerait l'extrémité, c'est pourquoi elle est en général située par les chercheurs sur la côte rocheuse entre Argelès-sur-Mer et le Cap Creus.[réf. souhaitée]

## Sources écrites gréco-latines

Carte du monde selon Hérodote avec localisation de Pyrène

Durant 1000 ans depuis le VIe siècle av. J.-C. jusqu'au IVe siècle apr. J.-C., les auteurs grecs et latins décrivent plus ou moins précisément la localisation de Pyrène.
- Hérodote (VIe siècle av. J.-C.) : « le Danube commence... auprès de la ville de Pyrène »[n 1].
- Pomponius Mela (Ier siècle apr. J.-C.) : « ... il y a les rivages des Sardones... et le bourg Illiberris (Elne), faible reste d'une ville autrefois grande et florissante ; enfin, entre deux promontoires des Pyrénées, le port de Vénus (Port Vendres)... »[n 2].
- Tite-Live, Histoire romaine, XXXIV, 8, 4 (Ier siècle apr. J.-C.) : « ... et, ayant par un édit envoyé sur toute la côte, réuni des bateaux de toute sorte, il leur ordonna, en quittant Luna, de le suivre au port de Pyréné : de là, avec une flotte nombreuse, il irait à l'ennemi »[1].
- Pline l'Ancien (Ier siècle apr. J.-C.) : « Sur la côte sont les Sardones, ... les villes, Illibéris, faible reste d'une cité jadis grande... »[n 3].
- Silius Italicus (Ier siècle apr. J.-C.) : « ... (Hannibal) s'avance vers les cimes boisées des Pyrénées. Du haut de ces montagnes couvertes de nuages, Pyrène voit de loin l'Ibère séparé du Celte, et occupe la barrière éternelle qui divise ces deux vastes contrées : c'est le nom de la vierge, fille de Bébryce, qu'ont pris ces montagnes... Sous l'empire du dieu du vin, il laissa dans le redoutable palais de Bébryx, la malheureuse Pyrène déshonorée ;...Déjà l'armée, traversant les collines et les épaisses forêts de pins, avait franchi la porte des Bébryces. De là, elle se répand en furie dans le pays inhospitalier des Volques, qu'elle ravage le fer à la main »[n 4].
- Rufus Festus Avienus (IVe siècle apr. J.-C.) : « En bordure des terres des Sordes était autrefois, dit-on, l'opulente cité de Pyrène : là les habitants de Marseille venaient souvent faire leurs échanges de commerce... La nation des Elesyces occupait autrefois ces lieux, et la ville de Narbonne était la capitale considérable de ces peuples indomptés »[n 5].

## Source mythologique
De retour d'un de ces travaux en Espagne, Héraclès s'arrête chez le roi des Bébryques qui le reçoit dans son palais. Il séduit sa fille Pyrène mais le jour où il quitte la ville, la belle se croyant abandonnée se réfugie dans les montagnes pour hurler son chagrin. Elle meurt avant qu'Hercule ne puisse la sauver. Héraclès l'enterre dans la montagne qui prendra désormais son nom. 
Le lien entre la belle Pyrène et le nom de la ville où elle habite n'est pas établi.

## Portait robot de la localisation

Territoire des Bébryques et estimation du littoral en 1000 av. J.-C.

Ce portrait est inspiré d'une synthèse des sources écrites citées dans les notes jointes. Le lecteur doit bien comprendre qu'on se trouve dans le domaine de l'interprétation de textes antiques plus ou moins légendaires et géographiquement très peu précis; c'est pourquoi il a toujours été difficile de mettre tout le monde d'accord sur une seule interprétation.
La ville serait donc située :
- Essentiellement dans les Pyrénées ou à proximité immédiate :

Ces montagnes sont le lieu du tombeau de Pyrène près de son lieu de résidence — sauf pour Hérodote qui n'évoque pas ce lien; mais ce point est vu plus bas.
- À proximité de la mer :

Les Grecs commerçaient avec la ville où ils avaient pour coutume de venir faire du troc avec les indigènes. Le rivage antique du Roussillon était beaucoup plus reculé qu'aujourd'hui du fait des apports fluviaux d'alluvions sur plusieurs mètres (voir carte ci-contre, avec les terres nouvelles en vert). Les emplacements de ports possibles sur la côte rocheuse entre Argelès et le Cap Creus n'ont pas fondamentalement été modifiés par le temps ; ils ont tous été plus ou moins envisagés, mais certains villages proches restent encore non fouillés (par exemple Collioure). Par ailleurs un port attesté tout près de Salses a été complètement enfoui sous les alluvions, mais aucune trace de cité proche n'a été trouvée ; cependant cela peut être arrivé à d'autres ports qui pourraient être non encore retrouvés vers les fins de fleuves : entre Sainte-Marie et Canet, ou entre Saint-Cyprien, Elne et Argelès.
Les différentes hypothèses à proximité de la mer sont les suivantes :
- Empuries :

Le principal argument est le fait avéré du commerce fait avec les grecs fondateurs de la ville. La ville d'Empuries ne correspond pas à la description faite par Avienus qui localise la ville en bordure du territoire Sordes (Sardones) situé de l'autre côté des Pyrénées dont la capitale à l'époque romaine était Ruscino (Chateau-Roussillon à côté de Canet). La ville située sur le territoire des Indiketes/Indigètes est d'origine grecque et correspond à un site de commerce entre marins grecs et populations ibères. Son nom grec est connu sous celui d'Emporion signifiant marché qui présente un caractère antique et opulent tout en étant non loin des Pyrénées. Son nom latin fut transformé en Ampuriae. L'éloignement du territoire des Sardones est le plus important des contre-arguments. Cette thèse n'est pas à écarter mais ne possède aucun élément décisif pour déterminer la localisation de Pyrène à Empuries. Son site antique n'a livré à ce jour aucune preuve ni indice en ce sens malgré des fouilles très importantes qui mettent en relief une cité antique gréco-ibère très développée.
- Cerbère et Banyuls :

Comme beaucoup de villes de la côte pyrénéenne baignant dans la Méditerranée, ces villes au fond de baies plus ou moins abritées, étaient des mouillages potentiels pour les bateaux des commerçants grecs et donc des lieux de commerces potentiels à l'origine de fixation des populations. Leur premier nom antique est romain : Cervaria (le lieu des Cerfs) et Balneum (la lagune). Aucun reste de cité antique suffisamment probant ou important à l'époque antique et grec n'a été trouvé. Ces villes n'étaient pas suffisamment développées dans l'antiquité grecque pour pouvoir être assimilé à l'antique cité comme l'attestent les écrits (2)(5).
- Port-Vendres

Le texte (3) de Pline l'ancien parle de la Vénus pyrénéenne pour parler du port romain de Vénus (Portus Veneris) et dont le nom est tiré de la présence de son sanctuaire (et non son « temple », mot qu'aucun auteur antique n'utilise) dédié à la déesse de l'amour. Pomponius Mela y situe le sanctuaire de Venus. Georges Castellvi dit de Port-Vendres : "port naturel dans l'antiquité, lieu de mouillage sur la route de cabotage entre Narbonne et Tarragone…". La localisation de la ville de Pyrène repose ici sur l'amalgame du nom de Pyrène (femme mythique par sa beauté différente de la déesse antique Vénus) avec le nom de la ville où elle aurait vécu et où un sanctuaire lui aurait été dédié. Le nom de Port-Vendres est d'origine latine et non grecque, même si parfois le temple de Venus est aussi appelé l'Aphrodisium[Lequel ?], donc d'origine grecque. Il faudrait aussi prouver que le culte d'Aphrodite de Port-Vendres symbolisait le culte mythique de la beauté de Pyrène et non celui de César, bâtisseur possible du temple dédié à Vénus, patronne de sa famille.
- Collioure :

Les liens anciens entre Port-Vendres romaine qui était autrefois rattachée à Collioure port antique plus ancien, pourrait incliner à mettre la localisation de Pyrène à Collioure. De plus son nom antique gallo-romain de Cauco Illibéris (signifiant le port d'Elne), associé à sa géographie, lui confère une certaine légitimité sans pour autant apporter de preuve. Son nom pourrait révéler le déplacement des activités portuaires d'Elne. La ville mère aurait pu s'éloigner de la mer au fil des siècles par l'apport d'alluvion ou le déplacement du lit du fleuve ou une modification du littoral (23). De même, l'intensification pyrénéenne de l'activité minière ibère puis celte, grands métallurgistes, aurait nécessité un port pour des bateaux à plus grand tirant d'eau (7). Cela aurait permis de délaisser la navigation fluviale du Tech à plus faible tirant d'eau de la cote sablonneuse pour un port enroché en eau plus profonde sans risque d'ensablement. Plus tard son extension romaine à Port-Vendres aurait été réalisée pour les mêmes raisons par les Romains. Collioure est une des plus sérieuses prétendantes. Sa thèse est renforcée par l'attrait touristique récent qui en font un port aux accents bucoliques, exotiques et romantiques.
- Elne :

Pour information, un tableau chronologique situé dans le musée archéologique situé dans la cathédrale romane d'Elne indique que le nom antique d'Elne avant l'Illibéris romaine était la Pyrène des Grecs. Malgré tout, cela ne constitue pas une preuve en soi.
Sur le territoire des Sardones, Pline l'ancien relie le premier nom attesté d'Elne avec une cité antique du nom d'Illibéris qui avait déjà perdu à l'époque sa renommée passée (4). La localisation tardive des écrits de Festus Aviénus et de Silius Italicus peuvent fournir une description qui lui correspond (5)(6).
- Du côté espagnol :

La côte nord du Cap de Creus présente un bon nombre de criques, mais elles sont exposées vers l'est et n'offrent pas de très bons abris pour la navigation, à l'exception du Port de la Selva qui est aujourd'hui encore, un abri pour la plaisance. C'est sans doute un des meilleurs candidats pour le port antique de Pyrène mentionné par Tite Live.
- À proximité du chemin suivi par Héracles durant ses travaux :

Les voies romaines de la Via Domitia et de la Via Augusta ont aménagé par endroit la voie héracléenne construite par le héros grec (Hercule= Héraclès). Elles reprennent en grande partie son tracé qui longe la cote du nord au sud des Pyrénées aux Corbières. Cependant rien ne permet d'exclure le passage de la voie héracléenne par le col de Panissars emprunté par la via Domitia. De ce fait certains ont envisagé pour Pyrène un nom ancien des principales villes antiques du Roussillon situées sur la Via-Domitia, à savoir Elne et Château-Roussillon,.
- Vers les terres où l'Ibérie est proche du territoire des Volques et des Sardones (ces derniers sont également appelés Sordons ou Sordes) :

Les Volques et les Sardones ont dû occuper postérieurement les territoires des Elysiques et des Bébryces. Ces terres correspondent peut-être aux territoires actuels du Roussillon, et des flancs des Pyrénées limitant le Roussillon au Nord-Ouest, à l'Ouest et au Sud (Razes, pays de Saut, Capcir, Fenouillèdes, Conflent, Vallespir).
- Sur le territoire des Bébriques par rapport aux autres territoires :

Les Bébriques sont localisés sur la partie montagneuse à l'Ouest et au Nord-Ouest du Roussillon [réf. souhaitée] ; certains le situent jusque vers le sud montagneux de l'Aude et même celui de l'Ariège[réf. souhaitée] ; les Indigetes à Ullastret et sur le versant sud des Pyrénées, les Kerètes sur le plateau de Cerdagne et au Sud de la Cerdagne actuelle. À l'époque romaine, les Sardones à Château-Roussillon et autour de l'étang de Salses et les Élysiques au Nord des Sordes vers Narbonne. D'après les auteurs gréco-latins, les Bébryces, peuple ibère, situés au sud des  Elysiques pourraient avoir été supplantés ultérieurement et respectivement par les Sardones et les Volques, peuples celtes.
- À l'emplacement de la capitale des Bébriques :

Le roi des Bébriques est le père de la belle et reçoit Héraclès dans son palais. Certains en déduisent que la ville de Pyrène serait devenue la capitale de ce royaume. C'est pourquoi cette cité a été située par certains dans les environs de Foix[réf. souhaitée]. En effet ils exploitent des cartes du Monde antique selon Hérodote où le Danube vient prendre sa source dans les Pyrénées à l'endroit où nous plaçons l'Ariège[réf. souhaitée]. Dans ces cartes on voit parfois la ville de Pyrène placée dans les environs des villes actuelles de Tarascon et de Foix[réf. souhaitée].
Conclusion :
Il est évident que tout le monde souhaite voir la Pyrène légendaire dans sa ville où sa contrée. Le doute de son existence et de sa localisation reste entier en l'absence de preuve archéologique irréfutable comme l'a été autrefois la Troie de l'Illiade.
- En Allemagne :

En raison de récentes fouilles dans les environs de la Heuneburg sur le cours supérieur du Danube, il y a de plus en plus d'indications que cette ville pouvait rivaliser avec Athènes. La proximité immédiate de 80 kilomètres de la source du Danube est également une indication importante.

## Thèse de la non-existence de la cité antique de Pyrène
Voici l'extrait du texte latin d'Avienus (IVe siècle apr. J.-C.), poète latin.

« In Sordicene caespitis confinio, quondam Pyrenae latera civitas ditis laris… »

Interprétations de cette phrase d'Aviénus :
Les traductions de divers auteurs ont été reprises dans l'ouvrage de Lluis Basseda. Les voici :
Traduction 1 : « Aux confins du pays des Sordes, il y eut autrefois Pyrène, cité aux riches foyers. »
Traduction 2 : « Aux confins du pays des Sordes, il y eut autrefois une riche cité aux flancs des Pyrénées.»
Traduction 3 : « Aux confins de la verte contrée des Sordes, la cité de Pyrène aux riches demeures autrefois s'élevait »
Cependant le terme latin "civitas", comme le terme grec "polis", ne signifie pas toujours "ville". Le sens de base est «ensemble des citoyens d'une ville, ou d'un état »; c'est aussi  «une cité», «un état», ou «le droit des citoyens». En généralisant, c'est un « territoire où vit une communauté ayant ses coutumes, ses lois ». Par conséquent la traduction nouvelle suivante est aussi possible :
« Au voisinage des terres des Sordes,  jadis, les flancs des Pyrénées était le territoire d'un peuple au riche ‘lare' (= à la riche destinée) ».
En effet ici "Pyrenae" peut-être la montagne "Pyrena" dont la plus ancienne mention connue en tant que montagne se trouve de multiples fois dans la "Géographie" (fin du Ier siècle avant notre ère) du géographe grec Strabon.
D'ailleurs d'autres mentions du nom "Pyrena" par Avienus dans le même poème, sont toujours traduites par le nom Pyrénées.
N.B. - Dans la traduction 2 ci-dessus, « latera » est, à tort, un complément de lieu.
L'analyse grammaticale de « latera » et de « civitas » dans la phrase d'Avienus débouche sur deux possibilités :
a/ «civitas» est apposition au sujet «latera»,
b/ «civitas» est attribut du sujet «latera» à travers un verbe « être » sous-entendu (ici « erant » à cause du passé donné par « quondam » = « jadis »). Ce sous-entendu est coutumier en latin.
Dans les 2 cas  « civitas » qualifie « latera ».
La grande étendue des « flancs des Pyrénées » à la limite Ouest du territoire des Sordes en fait un « territoire », et non une « ville ».
La même erreur de traduction a pu être faite pour le texte cité d'Hérodote, contenant le mot grec "polios" (= citoyen de pays ou de ville) . Hérodote parlerait donc du pays des Pyrénées; cette interprétation ne pose pas de problème dans son texte, si on tient bien compte du fait qu'Hérodote fait une erreur de Géographie, en considérant qu'une source du Danube serait dans les Pyrénées. En effet la phrase d'Hérodote est :
"Ἴστρος τε γὰρ ποταμὸς ἀρξάμενος ἐκ Κελτῶν καὶ Πυρήνης πόλιος…" dont la traduction « mot à mot » pourrait être :
- soit : "En outre l'Ister (= Le Danube) est en effet un fleuve commençant chez les Celtes, plus précisément ceux citoyens du pays des Pyrénées...",
- soit :  " "En outre l'Ister (= Le Danube) est en effet un fleuve commençant chez les Celtes, plus précisément ceux citoyens de la ville de Pyrène...", comme on l'a traduit jusqu'à présent.
Autres arguments :
- La riche destinée du territoire des flancs des Pyrénées était connue d'Avienus, puisqu'il vivait au IVe siècle apr. J.-C., alors que son poème parle d'un voyage fait environ 9 siècles plus tôt. Cette richesse est probablement celle des mines de fer. En effet les historiens nous disent que les Celtes venant des confins de l'Asie ont exploité le fer en Autriche vers 1500 av. J.-C. (culture de Hallstatt). Et ils auraient commencé à l'exploiter autour du Canigou, dans les environs de 800-700 av. J.-C. Des archéologues ont retrouvé des traces des exploitations romaines vers le Ier siècle apr. J.-C.
Ce fer a été exporté dès l'Antiquité, ce qui est à rapprocher de la phrase qui suit dans le poème d'Avienus; celle-ci parle des allées et venues des commerçants grecs venus par bateau de Massilia. À l'époque ces bateaux allaient de port en port de Marseille à Emporion, en passant par Sète et Narbonne.
- Il y avait contradiction à penser qu'une ville puisse être à la fois tout près de la source du long fleuve Danube, qui ne peut être qu'en altitude élevée puisque Hérodote dit qu'il traverse toute l'Europe, et qu'elle puisse en même temps être une ville côtière, ou presque, puisqu'on l'a majoritairement cherchée là où les Pyrénées se finissent près de la Méditerranée. Pour lever cette contradiction, certains auteurs ont pensé qu'Hérodote avait imaginé qu'une rivière Pyrénéenne allant vers le Nord comme l'Ariège pouvait se retrouver à l'Est de ce qu'il devait connaître du cours du Danube en Autriche. Voilà ce qui explique qu'on peut voir encore évoquer la ville de Pyrène par des commerçants vers la ville de Foix.
Cette contradiction est levée dès qu'on traduit partout le mot « Pyrena/Pyrenae » par « chaîne des Pyrénées », nommée en grec 'Pyrena' (avec ses formes déclinées), au lieu d'y voir le nom d'une ville nommée 'Pyrena'(avec les mêmes formes déclinées), pour les quelques fois où un auteur antique voulait, pour des raisons de contexte, parler du territoire ou du pays des Pyrénées, plutôt que de la montagne des Pyrénées.
Conséquence : Dans cette hypothèse le nom grec 'Pyrena' avec le sens Pyrénées s'avèrerait déjà cité par Hérodote dès le Ve siècle av. J.-C. Ce qui correspond à la fin du siècle où les Grecs sont arrivés à Massilia et à Emporion, et à l'époque du voyage maritime relaté par le poète Avienus. Cette citation devient la plus ancienne mention connue du nom des Pyrénées, écrite au moins trois siècles avant les autres mentions classiques tirées d'auteurs géographes antiques.
Donc Avienus, qui connaissait très probablement les œuvres géographiques d'Hérodote, a probablement cité partout dans son texte le nom "Pyrena" au sens de "Pyrénées" ; car pour lui il était justifié d'employer ainsi ce nom pour des faits du Ve siècle avant notre ère, puisque Hérodote l'avait déjà employé à cette époque. N.B. Le fait qu'Hérodote fait l'erreur de faire naitre le Danube (nommé alors Ister) dans les Pyrénées n'altère pas le raisonnement ci-dessus, puisqu'il importe seulement qu'il s'agisse d'un pays de montagne, ce qui est assuré par le fait qu'Héodote y voit la source d'un long fleuve, dont il est clair par ailleurs dans son œuvre qu'il ne connait pas le parcours dans des territoires celtes qu'il n'a pas explorés. D'ailleurs les cartes du Monde imaginé selon Hérodote montre bien ce fleuve prenant sa source dans des Pyrénées touchant la Méditerranée entre Sète et Emporion.